# Ministère du Commerce (Niger)
Pour les articles homonymes, voir Ministère du Commerce.
Le ministère du Commerce  au Niger est chargé du commerce au Niger.  

## Description

### Siège
Le ministère du Commerce du Niger a son siège à Niamey.

### Attributions
Ce département ministériel du gouvernement nigérien est chargé de la conception, de la mise en œuvre et le suivi de la politique de l’État en matière du commerce au Niger.

### Ministres
Le ministre du Commerce et de l'Industrie du Niger est Seydou Asman.